# ستيفن جيرارد ويبل
ستيفن جيرارد ويبل (بالإنجليزية: Stephen Girard Whipple)‏ هو عسكري أمريكي، ولد في 5 نوفمبر 1823 في ويليستون في الولايات المتحدة، وتوفي في 21 أكتوبر 1895 في يوريكا في الولايات المتحدة.